# Nkosi Sikelel' iAfrika

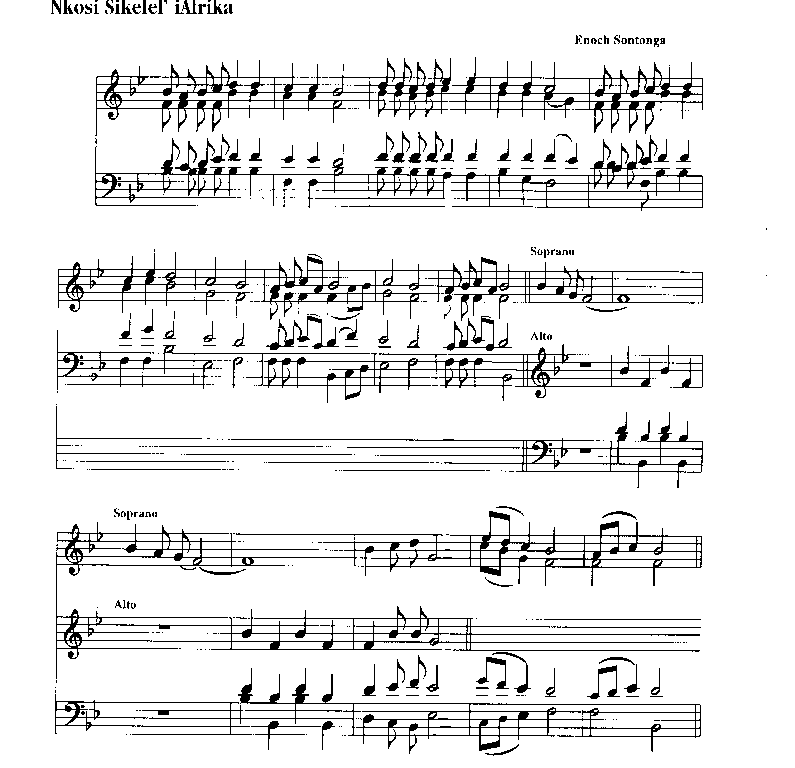

Nkosi Sikelel' iAfrika (« Dieu sauve l'Afrique ») est un chant religieux africain qui devint l'hymne de plusieurs mouvements de libération panafricains avant d'être par la suite adopté comme hymne national par plusieurs nouveaux pays au moment de leur proclamation d'indépendance comme la Zambie (1961), la Tanzanie (1964), le Zimbabwe (1980) et la Namibie (1990). Il fut également hymne national du bantoustan du Transkei (1963-1994). Il est actuellement hymne national en Zambie et en Tanzanie (Mungu ibariki Afrika en swahili) et est de 1994 à 1996, l'un des deux hymnes nationaux d'Afrique du Sud. Depuis 1997, Nkosi Sikelel' iAfrika est combiné en partie avec Die Stem van Suid-Afrika (autre hymne national adopté en 1928 en Union sud-africaine) pour former l'actuel hymne de l'Afrique du Sud.

## Historique

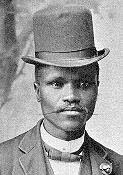
Enoch Sontonga.

En 1897, la première partie et le refrain de Nkosi Sikelel iAfrica est écrit en langue xhosa et composé, sur une musique inspiré de Aberystwyth de Joseph Parry, par Enoch Sontonga pour la chorale de l'école de la mission méthodiste de Johannesbourg où il enseigne. Le chant est joué pour la première fois en public lors de l’ordination d'un pasteur de l’église méthodiste en 1899 et est popularisé par la chorale de l'école à Johannesbourg et dans la région du Natal. La chanson Nkosi Sikelel iAfrica connait progressivement un grand succès auprès du public noir d'Afrique du Sud. Sa notoriété augmente notamment après avoir été joué par la chorale de l'institut Ohlange de John Dube, lors de la création du South African Native National Congress en 1912.
En 1923, Solomon Plaatje, écrivain et un des fondateurs de l'ANC, fut le premier à faire enregistrer la chanson. En 1925, elle  est adoptée par l'ANC pour être son hymne officiel à la place de Silusapho Lwase Afrika.
En 1927, la chanson d'Enoch Sontonga est complété 7 strophes supplémentaires par le poète Samuel Mqhayi. Tous les paragraphes de la chanson sont publiés pour la première fois en 1929.
En 1942, une nouvelle version en sesotho est enregistrée.
Nkosi Sikelel iAfrica est chanté pendant les décennies suivantes comme un hymne de résistance et de défiance envers la politique d'apartheid menée par la minorité blanche d'Afrique du Sud. Elle devient un symbole du panafricanisme au niveau continental. Des versions de la chanson sont adaptées en chichewa (Nyassaland et Rhodésie du nord) par les mouvements anti-coloniaux.
En 1963, le bantoustan autonome du Transkei en Afrique du Sud l'adopte comme hymne officiel et le conserve jusqu'à sa dissolution en 1994.
De 1980 à 1994, la chanson est l'hymne national du Zimbabwe dans une version en langue shona et ndebele (Ishe Komborera Africa).
En 1990, Nkosi Sikelel' iAfrika est utilisé à titre provisoire comme hymne national de la Namibie le temps qu'un nouvel hymne soit adopté (21 mars 1991).
Une proclamation officielle du dernier président blanc d'Afrique du Sud, Frederik de Klerk, en fait, le 20 avril 1994, un des 2 hymnes de la nouvelle Afrique du Sud post-apartheid au côté de Die Stem van Suid-Afrika (the Call of South Africa en anglais).
En 1996, les 2 hymnes sont combinés en un seul chant de 4 strophes d'inégales longueurs dont les 2 premières, les plus longues, correspondent à une version de Nkosi Sikelel' iAfrika, chantées en xhosa, zoulou et sesotho.

## Paroles
Nkosi Sikelel’ iAfrika

Xhosa

Nkosi Sikelel' iAfrika 

Maluphakanyisw’ uphondo lwayo

Yiva imathandazo yethu

Nkosi Sikelela Nkosi Sikelela

Nkosi Sikelel’ iAfrika

Maluphakanyisw’ uphondo lwayo

Yiva imathandazo yethu

Nkosi Sikelela

Thina lusapho lwayo.

Zoulou

Woza moya (sikelele usisikelele)

Woza moya (sikelele usisikelele)

Woza moya, oyingcwele

Nkosi sikelela

Thina lusapho lwayo.

Sotho du Sud

Morena boloka sechaba sa heso

O fedise dintwa le matshwenyeho,

Morena boloka sechaba sa heso,

O fedise dintwa le matshwenyeho.

O se boloke, o se boloke,

O se boloke morena o se boloke,

Sechaba sa heso, Sechaba sa Afrika.

O se boloke, o se boloke.

O se boloke sechaba, o se boloke.

Sechaba sa heso, sechaba sa Afrika.